# Rooms-katholieke missie in China in de periode 1911-1950
De  rooms-katholieke missie in China in de periode 1911-1950  vond plaats in het tijdvak van het bestaan van de Republiek China. Die periode kenmerkte zich door een snelle opeenvolging van politieke en militaire gebeurtenissen die de missie hebben beïnvloed. De belangrijkste waren de val van het keizerrijk in 1911; de periode van onafhankelijke warlords waardoor er in veel provincies geen centraal gezag meer was; antichristelijke stromingen in het kielzog van anti-imperialistische opvattingen; de Japanse bezetting van grote delen van China en de opkomst en overwinning van de communistische partij die na 1949 leidde tot een abrupt einde van de missie.

## Achtergrond
De eerste  missie onder Han-Chinezen vond plaats tijdens de missie van de jezuïeten in China in de zeventiende en het begin van de achttiende eeuw. Na het beëindigen van de feitelijke missie omstreeks 1730 werd het christendom in China levend gehouden door een Chinese geestelijkheid. Vanaf 1860 was er weer missie mogelijk in heel China. In die periode van de rooms-katholieke missie in de negentiende eeuw vond een grote toestroom van buitenlandse priesters plaats. Aan het eind van die periode ontstonden er spanningen tussen het Chinese en Europese deel van de katholieke geestelijkheid in het land. Dit thema heeft in belangrijke mate ook deze periode  beïnvloed.

## Situatie omstreeks 1900

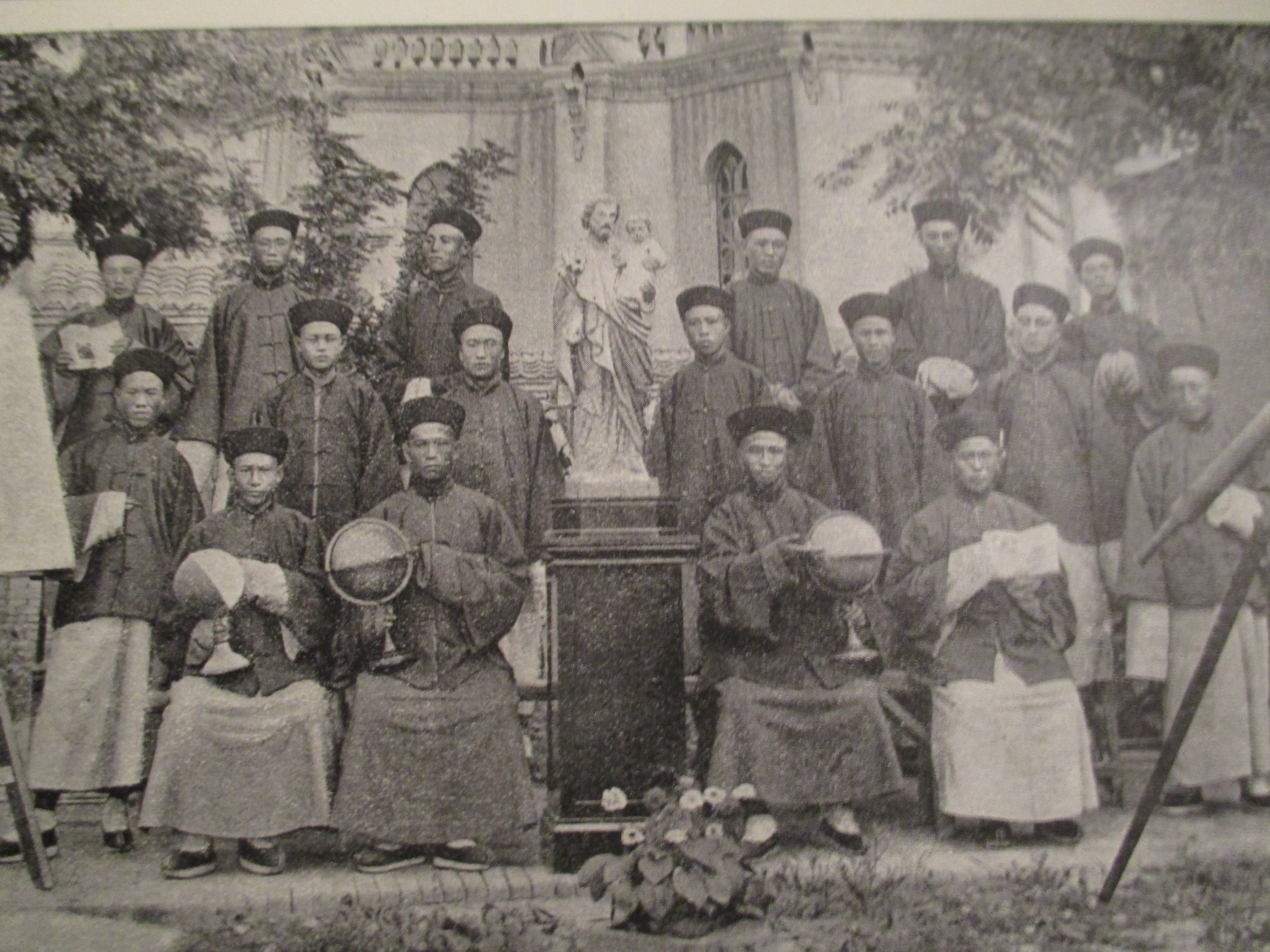
Chinese seminaristen

Tijdens de laatste grote opstand in de periode van het keizerrijk, de Bokseropstand van 1900, werden ongeveer 100 katholieke missionarissen en 30.000 Chinese katholieken vermoord. Voor 1900 werd een deel van de Chinese katholieken beschouwd als zogenaamde  rijst-christenen. Personen, die zich vooral om te verwachten materieel voordeel hadden bekeerd. De overlevende katholieke gemeenschappen in het noorden van China kwamen sterker uit de periode en dat verwijt kon hun niet meer worden gemaakt.
Onmiddellijk na de periode vond ook een aanmerkelijke groei van het aantal bekeringen plaats. In 1900 waren er ongeveer 725.000 Chinese katholieken. Het aantal priesters was 1375, waarvan 471 Chinees en 904 afkomstig uit het buitenland.
In 1911, bij de val van het keizerrijk en de stichting van de Republiek China, was het aantal gelovigen gegroeid naar 1.300.000 en er waren nu 638 Chinese priesters en 1438 uit het buitenland. Een grote meerderheid van de Chinese katholieken woonde op het platteland. In 1911 was de kerk in vrijwel alle provincies aanwezig.
Er werd in de periode vanaf 1900 meer nadruk gelegd op het creëren van vormen van hoger onderwijs. In 1903 werd de  eerste katholieke universiteit in China, de Aurora Universiteit in Shanghai, gesticht die na 1950 zou opgaan in de  East China Normal University. Hiernaast werd het werk in en van weeshuizen sterk uitgebreid.

## Externe invloeden op de katholieke kerk in China

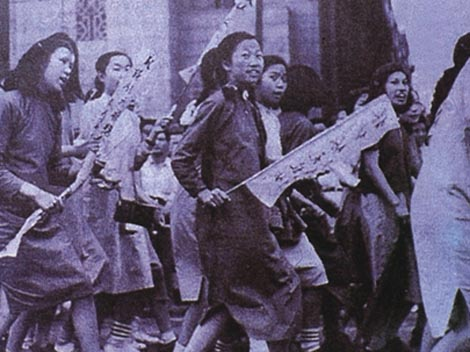
Vrouwelijke studenten bij demonstratie van de 4 Mei-beweging

De eerste twee decennia na 1900 worden wel de gouden jaren voor zowel de missie als de zending genoemd. Er was voor het eerst reële samenwerking met Chinese autoriteiten en er was sprake van een aanzienlijke toename van het aantal jongeren dat zowel protestantse als katholieke scholen bezocht. Sun Yat-sen, de eerste president van de republiek was een protestant. Vanaf 1919 verslechterden de omstandigheden weer. De 4 Mei-beweging protesteerde hevig tegen de naar hun opvatting te zwakke Chinese reactie op de clausule in het verdrag van Versailles waarbij Japan de voormalige Duitse gebieden in Shandong ontving. De meer radicale elementen in de beweging benoemden missionarissen en zendelingen als lakeien van het westers imperialisme.
In de jaren daarna vond ander gedachtegoed uit het Westen wel een voedingsbodem. Agnostische en atheïstische literatuur, Russische revolutionaire propaganda leidde bij een deel van de Chinese jongeren tot een sterk antichristelijke opvatting. Tot aan 1928 ontstonden er meerdere bewegingen met een scherp antichristelijk karakter. 
Ook in de eerste jaren van de Kwomingtang in Nanking was een deel van de elite binnen het regeringsapparaat weer duidelijk antichristelijk gezind, ondanks het feit dat Chiang Kai-shek zelf een methodist was. 

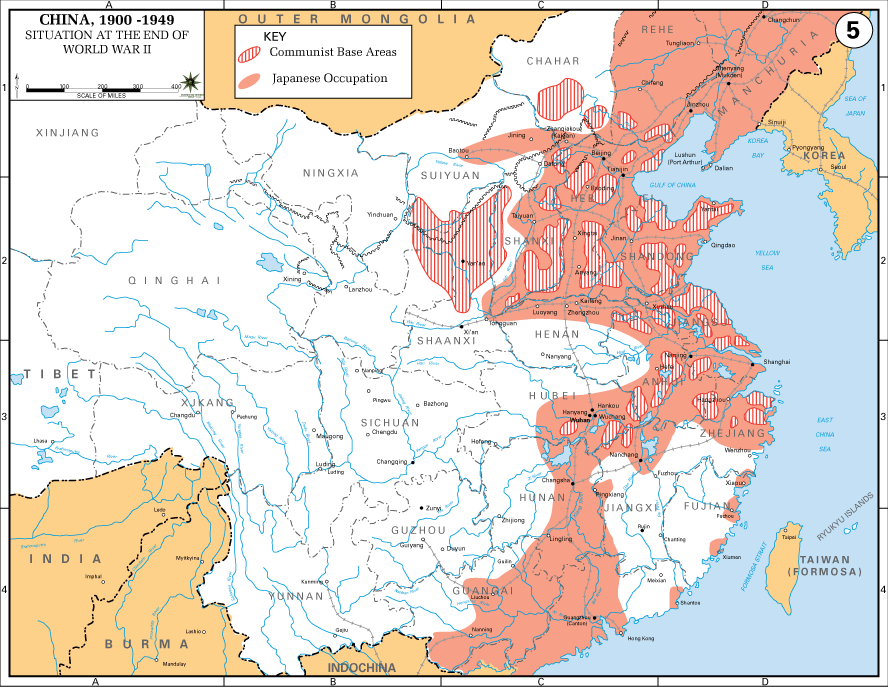
Japanse bezettingszone en gebied in handen van communistische partij begin 1945

De Japanse bezetting van grote delen van China in 1937 had ook aanzienlijke gevolgen. Een aantal missionarissen zette zich in voor humanitair werk. Robert Jacquinot de Besange heeft enige bekendheid omdat hij als eerste een gedemilitariseerde veiligheidszone creëerde. Deze zone in Shanghai heeft duizenden Chinezen het leven gered. Op basis van dit voorbeeld werden tijdens de bezetting ook dergelijke zones in andere Chinese steden gecreëerd, zoals in Nanking door John Rabe. Het uitbreken van de Tweede Wereldoorlog in Azië eind 1941 had tot gevolg, dat priesters en zendelingen uit landen waar Japan mee in oorlog was in de bezette gebieden werden geïnterneerd. Duitse priesters werden aangevallen door Chinese verzetsstrijders en verhuisden vaak naar de door Japanners gecontroleerde stedelijke gebieden.
De kracht van de katholieke kerk in China lag vooral op het platteland. De communistische partij legde ook in de jaren van de burgeroorlog met de Kwomingtang sterk de nadruk op landhervormingen, het vernietigen van de oude conservatieve machtsstructuren op het platteland en zag de kerk als een van die structuren.  Vanaf 1945 werd bezit van de katholieke kerk in door de communisten veroverd gebied op het platteland in toenemende mate geconfisqueerd. Na de communistische  overwinning in 1949 en de stichting van de Volksrepubliek China kwam een abrupt einde aan de rooms-katholieke missie. Vrijwel alle buitenlandse priesters en missiezusters hadden het land in 1952 verlaten. Een deel vestigde zich in Hongkong en Macau. Een groter deel ging naar Taiwan. Tijdens de Japanse bezetting  van het eiland ( 1895-1945) had het aantal buitenlandse priesters nooit meer dan 15 bedragen. In 1955 was dat aantal gegroeid tot ruim 300.

## Ontwikkelingen binnen de Chinese kerk

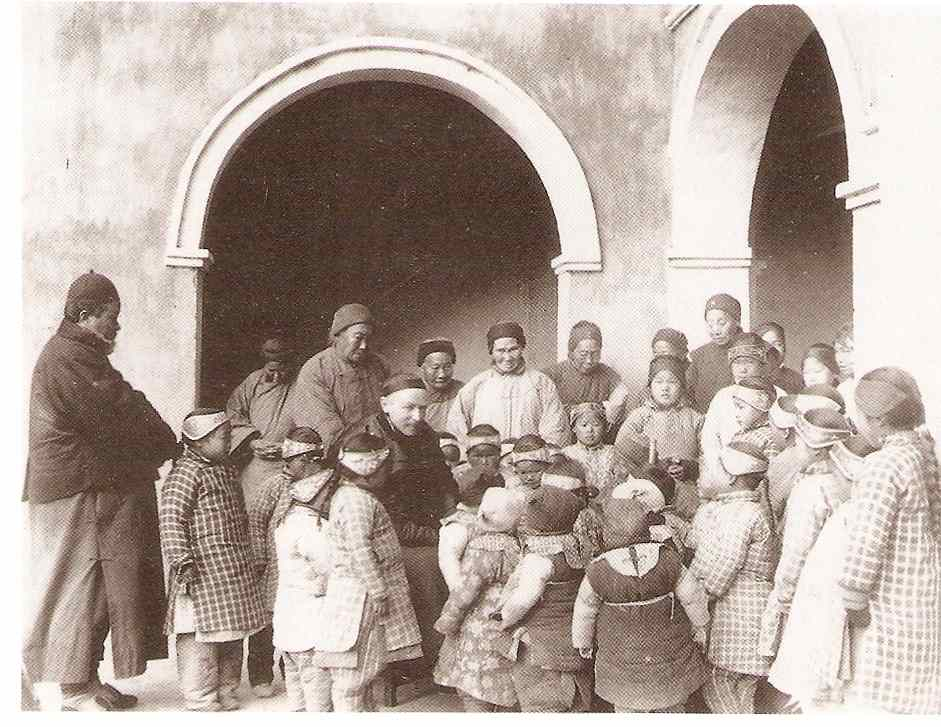
Frédéric-Vincent Lebbe

Er was een kleine minderheid  van Europese priesters die het overwegend buitenlandse karakter van de kerk in China als onjuist zag en de ongelijkheid tussen Chinese en buitenlandse priesters wilde opheffen. Het afwezig zijn van Chinese priesters in leidinggevende functies was naar hun mening ook een belemmering voor bekeringen van Chinezen uit de middenklasse en de elite. De belangrijkste mensen uit die groep waren de Belgische priester Frédéric-Vincent Lebbe en de uit Egypte afkomstige Anthony Cotta.
In 1912 richtten zij met een aantal Chinese katholieken het eerste Chinese katholieke weekblad op, in 1915 gevolgd door een katholiek dagblad, Yi shih pao ( Het sociale welzijn). Er was niet alleen oppositie tegen hun opvattingen binnen de hiërarchie van de kerk in China. Sinds het verdrag van Whampoa van 1844 en de Conventie van Peking van 1860 had Frankrijk een positie als beschermer van de rooms-katholieke belangen in China en had het in feite een vorm van een religieus protectoraat in China gevestigd. De ontwikkeling naar een meer autochtoon Chinese kerk werd door Franse diplomaten in China dan ook voortdurend tegengewerkt.
In 1916 keerde Lebbe zich openlijk tegen de annexatie door de Franse consul van een stuk grond waarop een kerk stond om dit toe te voegen aan het Franse concessiegebied in Tianjin. De leiding van de kerk  verplaatste Lebbe naar een ander gebied in China. In 1920 werd hij teruggezonden naar Europa. In 1927 keerde Lebbe terug naar China en werd Chinees staatsburger.

### Maatregelen vanuit Rome
Onder invloed van publicaties van Lebbe en Cotta nam het pas benoemde hoofd van de Propaganda Fide, de Nederlandse kardinaal  Willem Marinus van Rossum, het initiatief tot een onderzoek naar de situatie in China.  In 1919 leidde dat tot de publicatie van de apostolische brief Maximum Illud van paus Benedictus XV. In de brief werd de missie in China aangespoord om sneller meer seminaries te stichten waar een Chinese geestelijkheid kon worden opgeleid, ook om de hoogste functies binnen de kerk in China te kunnen bekleden. Verhoudingen tussen Chinese en buitenlandse geestelijken zouden op basis van gelijkwaardigheid dienen te zijn.
In 1922 werd Celso Costantini benoemd tot apostolisch delegaat in China. Hij trachtte drie zaken te bereiken: het verminderen van de spanning tussen de Chinese en buitenlandse geestelijkheid, de gefaseerde overdracht van missiegebieden aan een uitsluitend Chinese geestelijkheid, en ten slotte het trachten te elimineren van het Franse religieuze protectoraat. In 1924 werd de eerste nationale synode van China georganiseerd. Hier benoemde Costantini nog een keer uitdrukkelijk de bedoelingen van de Heilige Stoel. In 1926 werd de encycliek  Rerum Ecclesiae  van paus Pius XI gepubliceerd met de benoeming van zes Chinese bisschoppen. 

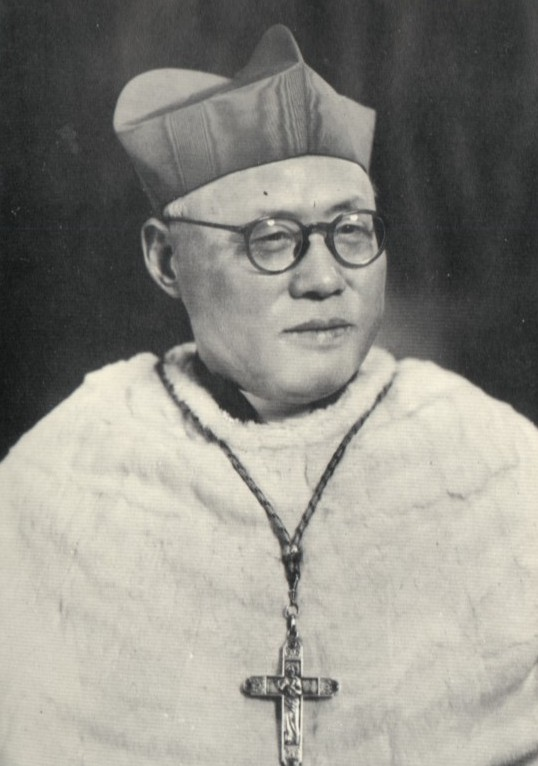
Thomas Tien Ken-sin, de eerste Chinese kardinaal

Ook na 1926 bleven echter de spanningen bestaan. De Chinese geestelijkheid was van opvatting dat de aan haar toegewezen missiegebieden te klein in aantal en oppervlakte waren en daarnaast nog moeilijk bereikbaar. Een groot deel van de buitenlandse geestelijkheid had de opvatting, dat het Vaticaan de missie had toevertrouwd aan de religieuze ordes en dat die dus gemachtigd waren mensen uit die ordes in de leidinggevende posities te plaatsen. Tot aan 1940 was deze laatste opvatting dominant in China aanwezig.
In 1939 hief paus Pius XII met het decreet Plane Compertum veel van de beperkingen van eerdere besluiten op die in de achttiende eeuw waren uitgevaardigd als gevolg van de ritenstrijd. Het werd Chinese katholieken nu toegestaan om aanwezig te zijn bij bijeenkomsten waar Confucius werd vereerd. Afbeeldingen van Confucius mochten op katholieke scholen aanwezig zijn. Het werd toegestaan buigingen te maken en andere vormen van eerbied te betuigen voor afbeeldingen van overledenen. De eed die missionarissen op basis van de bul Ex quo Singulari van paus Benedictus XIV uit 1742 moesten afleggen werd overbodig verklaard.
Er was vanaf 1917 al overeenstemming tussen de Republiek China en het Vaticaan ten aanzien van het aangaan van diplomatieke betrekkingen. Frankrijk had dat voornemen de decennia daarna weten te blokkeren. In 1943 werd de eerste Chinese gezant bij het Vaticaan benoemd.
In 1946 werd Thomas Tien Ken-sin de eerste Chinese kardinaal en tevens aangesteld als aartsbisschop van Peking. Er waren toen in totaal 124 bisschoppen in China, waarvan 25 Chinees. In 1948 waren er voor het eerst meer Chinese priesters (3000) dan buitenlandse (2700). Het aantal Chinese katholieken was gegroeid tot ongeveer 3.400.000.